# 小栗克裕
小栗 克裕（おぐり かつひろ、1962年12月15日 - ）は、日本の作曲家。聖徳大学音楽学部、および大学院音楽文化研究科准教授、日本作曲家協議会会員。山梨県甲府市生まれ。

## 略歴
幼少よりピアノを習い、ピアノ作品を中心に作曲も始める。東京芸術大学音楽学部作曲科卒業。1988年、同大学院音楽研究科作曲専攻修了。
日本交響楽振興財団作曲賞、日本財団賞、文化庁舞台芸術創作奨励賞、IMC国際作曲家会議、第4回ヒナステラ国際作曲コンクール2000グランプリなど受賞歴多数。
管弦楽作品、合唱作品を中心に作曲活動を行なう。ピアノ作品は2004年、2005年、2007年、2011年、2014年 、2018年、2019年 、2021年のPTNA（ピティナ）ピアノコンペティションの課題曲として採用されている。
また 2004年、日本語による日本初のオペラと言われる宣教師ドン・チマッティ作曲「細川ガラシア」1940年版の復刻版の補筆、およびオーケストレーションを行い、東京オペラシティコンサートホールにて公演。
キリスト教に関係するミサ曲やグレゴリオ聖歌をモチーフとした作品、またギリシャ神話を題材とした作品が多い。
合唱曲、ピアノ曲を中心に音楽之友社、カワイ出版などから楽譜出版、「水の彩る風景」第１集、第2集、また「ほたるは星になった」 小栗克裕 混声合唱作品集（邦人合唱曲選集）がジョヴァンニ・レコードよりCD発売されている。

## 主要作品

### 管弦楽作品
- ヴァイオリン協奏曲（1982年）
- 交響的幻想曲
  - 「ボレアス」（1984年）
  - 「アイオロス」（1985年）
  - 「ゼピュロス」（1986年）
  - 「ノトス」（1987年）
- ピアノ協奏曲（1988年）
- チェロと室内オーケストラによる「コンチェルティーノ」（1995年）
- 管弦楽のための「ディストラクション」（1996年）
- ヴィオラ協奏曲（1996年）
- 「アンティエンヌ」交響曲（1999年）

### 室内楽、ピアノ、歌曲作品
- 弦楽四重奏曲第2番「レスポンソリウム」（1999年）
- ヴァイオリンとピアノのための「詩曲」（2000年）
- 6本のフルートのための「Quasi ASTOR」（2000年）
- ピアノのための組曲「水の彩る風景」
  - 第1集（2003年）
  - 第2集〜海に寄せて〜（2012年）
- ピアノ連弾のための「3つのメロディー」（2003年）
- 連作歌曲「ためいき」（2003年）
- "Automne" pour clarinette et piano（2005年）
- 「エレジー」（鍵盤ハーモニカのための）（2006年）
- 歌曲「報告」（2008年）
- 「耀（かがよひ）」～源氏物語に寄せる音絵巻～（小鼓&2人の打楽器奏者のための）（2008年）
- ”Movement 2012“ for Clarinet & Piano（2012年）

### 合唱作品
- 混声合唱とピアノによるファンタジー
  - 「時の間に」（1981年）
  - 「夜深くして歌へる我嘆きの歌」（1984年）
- 無伴奏混声合唱組曲「碧の地平」（1994年）
- 混声合唱とピアノのための
  - 「Lacrimosa」（1994年）
  - 「Dies irae」（2009年）
- 女声合唱組曲「ほたるは星になった」（1995年）
- 無伴奏混声合唱のための「Libera me」」（2005年）
- 無伴奏女声合唱のための「Missa brevi」（2006年）
- 混声合唱組曲
  - 「ほたるは星になった」（2011年）
  - 「夕映えのなかで」（2011年）